# 塞缪尔·威伯福斯
塞缪尔·威伯福斯（英語：Samuel Wilberforce，1805年9月7日—1873年7月19日）是英国国教主教，也是威廉·威伯福斯的第三子，是当时最伟大的演说家之一。他在1860年牛津大学进化论主题辩论中反对查尔斯·达尔文的进化论并以此知名。